# Kwizda (Unternehmen)

Logo der Kreisapotheke „Schwarzer Adler“ in Korneuburg

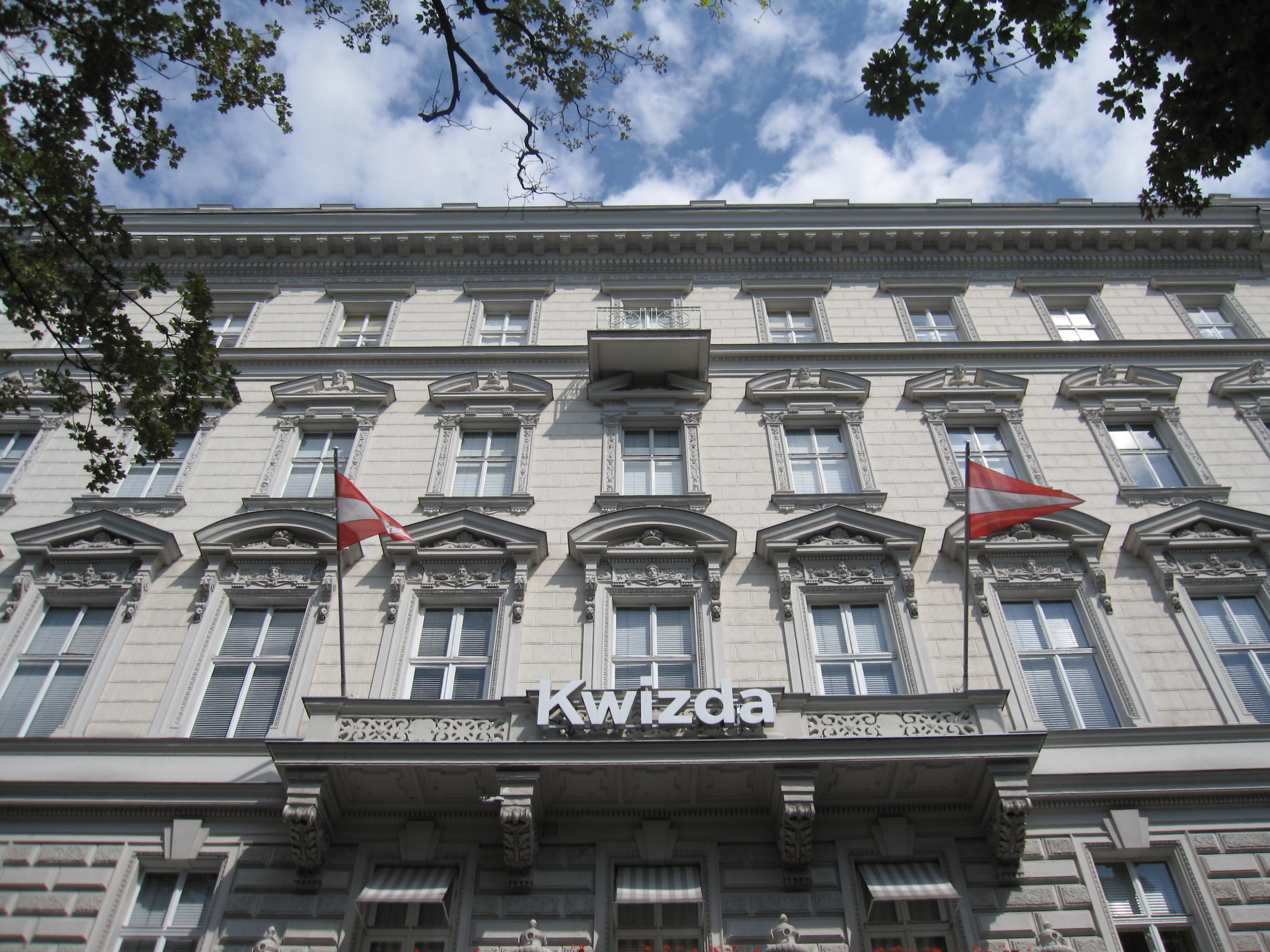
Unternehmenssitz in Wien an der Ringstrasse

Die Kwizda-Unternehmensgruppe ist ein österreichisches Unternehmen mit Hauptsitz in Wien und umfasst die drei Geschäftsbereiche Gesundheit (Pharma, Pharmadistribution, Pharmahandel und Apothekenservice), Pflanzenschutz (Agro) und Abdichtungssysteme (Dach- und Abdichtungssysteme von Büsscher & Hoffmann). Kwizda erzielte im Jahr 2015 einen Umsatz von 856 Mio. Euro und beschäftigt über 1.200 Mitarbeiter. Gegründet wurde das Unternehmen 1853 von Franz Johann Kwizda von Hochstern, der zum k.u.k. Hoflieferanten für Veterinär-Produkte ernannt wurde.

## Geschichte
1853 übernahm Franz Johann Kwizda die Kreisapotheke Korneuburg und gründete gleichzeitig das erste Unternehmen für die Erzeugung veterinärmedizinischer Präparate. Er wurde in seinem Bereich führend und wurde schließlich zum k.u.k. Hoflieferanten ernannt. Als Pharmazeut und Tierarzt folgte Julius Kwizda von Hochstern 1888 seinem Vater in der Unternehmensleitung und führte den Aufbau der Pharmaproduktion weiter. Unter seiner Führung erhielten die Präparate mit dem Schlangenzeichen auf der Weltausstellung in Paris 1900 den Grand Prix.
Richard Kwizda übernahm 1924 in der dritten Generation das Unternehmen und baute es durch die Gründung der Division Agrarchemie (1926) und des pharmazeutischen Vollgroßhandel (1934) weiter aus. Er entwickelte auch den kosmetischen Sektor im Unternehmen und das Drogerie-Filialnetz.
1942 wurde das Gut Sonnhof erworben und zur Versuchslandwirtschaft ausgebaut. 1955 erfolgte ein weiterer Ausbau des Drogerie-Filialnetzes.
Durch den Erwerb von Büsscher & Hoffmann, einem österreichischen Unternehmen, das sich mit der Entwicklung und Produktion von Polymerbitumen-Dach- und Abdichtungsbahnen beschäftigt, wird ab 1959 ein weiteres Geschäftsfeld erschlossen. 1968 wurde die Hormosan-Kwizda in Frankfurt/Main gegründet.
Im Jahr 1978 wird die Geschäftsführung von Richard P. Kwizda und Johann F. Kwizda übernommen. Kurz darauf werden die Produktionsanlage der Kwizda Agro in Leobendorf (1982) und die der Kwizda Pharma in Wien (1983) in Betrieb genommen. Der Zusammenschluss der Wiener Handelsbetriebe im neu errichteten Pharma-Vollgroßhandel in Wien und der Salzburger Handelsbetriebe im neuen Pharma-Handel in Grödig erfolgt 1987.
Die Geschäftstätigkeiten dehnen sich in Europa durch die Gründung eigener Gesellschaften in Deutschland, Ungarn und der Tschechischen Republik (1994) sowie Frankreich (1995) und Italien (1998) aus.

### 2001 bis heute
Die Geschäftsbereiche der Kwizda Agro und der Kwizda Pharma expandieren in der jüngsten Geschichte durch Akquisitionen und den Bau neuer Betriebsstätten. Im Bereich der Agrochemie erfolgte dies durch die Inbetriebnahme der neuen Produktionsanlage der Vikem-Kwizda in Val d'Ize (2004), der Übernahme der Sarea Saatguttechnik (2000) sowie der Agrovet Trade in Rumänien (2007), dem Erwerb der Laboratoires Mures Réunis (2009) sowie der Gründung der Kwizda Espana (2010). Durch den Erwerb der Mayrhofer Pharmazeutika (2009) und der Metochem Pharma GmbH (2007) wird der Geschäftsbereich Pharma ausgebaut.
2005 wurde das neue Pharmazentrum in Linz und 2010 das Pharmadistributionszentrum in Leopoldsdorf bei Wien in Betrieb genommen. Weitere Ausbauten und Erweiterungen von Standorten erfolgten 2015/16: der Ausbau der Kwizda Pharmadistribution in Leopoldsdorf bei Wien, die Erweiterung des Kwizda Agro-Werks Leobendorf und der Um- und Ausbau des Produktionsstandorts der Kwizda Pharma in Wien-Ottakring.

## Unternehmensprofil
Kwizda ist ein seit 1853 familiengeführtes Unternehmen, das die Unternehmensbereiche Pharma, Pharmadistribution, Pharmahandel, Kosmetik, Agro und Dach- und Abdichtungssysteme (Büsscher & Hoffmann) umfasst. In vielen Unternehmensfeldern übernimmt Kwizda eine führende Position am österreichischen Markt und ist in zahlreichen europäischen Ländern tätig.
Die Unternehmensgruppe Kwizda beschäftigt heute rund 1.200 Mitarbeiter. Kwizda ist ein österreichisches Familienunternehmen mit insgesamt 24 Niederlassungen (davon vier Produktionsstandorte) in der Europäischen Union.
Die Unternehmensgruppe Kwizda erzielte 2002 einen Umsatz von 453 Mio. Euro, mehrheitlich mit bekannten rezeptfreien Medikamenten.
Die Zahl der Mitarbeiter betrug ungefähr 920.
2003 lag der Umsatz bei 666 Mio. Euro und die Zahl der Mitarbeiter 1.111 Personen. 2011 betrug der Umsatz dann 800 Mio. Euro und die Mitarbeiterzahl 1.034. Die Unternehmensgruppe steht unter der Leitung von Richard Peter Kwizda, Johann Franz Kwizda, Richard A. Kwizda und Johannes E.Kwizda.

### Kwizda Pharma
Kwizda Pharma entwickelt, produziert und vertreibt rezeptpflichtige und rezeptfreie Arzneimittel. Die Produkte werden in Österreich und anderen europäischen Ländern vertrieben.

### Kwizda Pharmahandel
Kwizda Pharmahandel ist nach Herba Chemosan der zweitgrößte, am österreichischen Markt tätige, pharmazeutische Vollgroßhandel und Pharmalogistik mit Standorten in Wien, Linz, Graz, Innsbruck und Grödig.

### Kwizda Kosmetik
Kwizda Kosmetik ist in Österreich Generalrepräsentant für Pflegelinien und Dekorativkosmetik. Die betreuten Produktlinien werden über Drogerieketten, Parfümerien, Kosmetikinstitute und Wellness Hotels sowie Apotheken vertrieben.

### Kwizda Agro
Kwizda Agro GmbH ist ein Anbieter von Pflanzenschutzmitteln und Spezialdüngern in Österreich. Die Schwerpunkte liegen sowohl im Vertrieb als auch in der Entwicklung moderner Produkte im Sinne eines integrierten Pflanzenschutzes. Die Zentrale ist in Wien, Vertriebsstandorte für Pflanzenschutzgibt es in Österreich, Ungarn und Rumänien, darüber hinaus für den Bereich Biozide auch in Frankreich, Deutschland, Italien und Spanien.

#### Sonstiges
Nach einem Störfall im Werk Leobendorf wurde 2010 eine Grundwasserverunreinigung mit Pestizidwirkstoffen festgestellt. Siehe Beitrag Kwizda Agro.
Gutachten der AGES stuften das Grundwasser als unbedenklich ein, jedoch sah ein, von der Stadtgemeinde beauftragtes weiteres Gutachten der FH Wien, Hinweise auf eine Gesundheitsgefährdung. Im Zuge von Sanierungsmaßnahmen wird kontaminiertes Grundwasser auf Anordnung der Bezirkshauptmannschaft in die Donau eingeleitet. Die Umweltschutzorganisation Global 2000 schlachtete den Fall medial aus und erstattete Anzeige.

### Büsscher & Hoffmann
Büsscher & Hoffmann ist Österreichs führender Hersteller von Bitumen- und Polymerbitumenbahnen zum Schutz von Flach-, Grün- und Steildächern, sowie Brücken- und Bauwerksabdichtungen gegen Wetter- und Umwelteinflüsse.
Neben dem Heimatmarkt Österreich mit Niederlassungen in Korneuburg, Wien Süd, Lannach und Stans wird in die Länder der Europäischen Union exportiert.
In der Tschechischen Republik, Ungarn, Kroatien und Polen wurden Tochterfirmen gegründet.